# Ministère de la Sécurité et de la Protection civile
Le ministère de la Sécurité et de la Protection Civile est un ministère guinéen dont le ministre est le général a la retraite Bachir Diallo.

## Titulaires depuis 2010
| Nom       | Nom                     | Dates du mandat | Dates du mandat | Gouvernement(s)            |
| --------- | ----------------------- | --------------- | --------------- | -------------------------- |
|           | Mamadouba Toto Camara   | 24/12/2010      | 15/01/ 2014     | Saïd Fofana I              |
|           | Madifing Diané          | 24/01/2014      | 26/12/2015      | Saïd Fofana II             |
|           | Abdoul Kabèlè Camara    | 26/12/2015      | 17/05/2018      | Youla                      |
|           | Alpha Ibrahima Keira    | 26/05/2018      | 11/11/2019      | Kassory I                  |
|           | Albert Damantang Camara | 11/11/2019      | 05/09/2021      | Kassory I et Kassory II    |
|           | Bachir Diallo           | 21/10/2021      | 19/02/2024      | Béavogui et Bernard Goumou |
| 13/3/2024 | Bachir Diallo           | En cours        | Bah Oury        |                            |